# Mary Corinna Putnam Jacobi
Mary Corinna Putnam Jacobi (Londra, 31 agosto 1842 – New York, 10 giugno 1906) è stata un medico e docente statunitense, nota per la lotta a favore della linea di autoaffermazione delle donne medico.

## Biografia
Figlia dell'editore George Palmer Putnam e di Victorine Haven Putnam, nel 1848 si trasferisce con la famiglia a New York dove trascorre l'infanzia e l'adolescenza. All'età di vent'anni, nel 1863, si diploma in farmacia e in poco tempo, grazie al suo talento, ottiene la laurea in medicina al Women's Medical College di Filadelfia, in Pennsylvania. La Putnam sfrutta la sua prima opportunità di praticare la professione di medico sotto la guida di Maria Elizabeth Zakrzewska, fondatrice della New England Hospital for Woman and Children a Boston. Completato il tirocinio, Mary capisce di aver bisogno di ulteriori studi per incrementare la propria esperienza clinica. Decide nel 1866 di recarsi in Europa e in particolare a Parigi, sede della celebre facoltà di Medicina della Sorbona, trampolino di lancio per talenti quali Claude Bernard. Dopo due anni di frequenza assidua in laboratori e cliniche viene ammessa all'École de Médecine. Supera brillantemente tutti gli esami e riceve per la sua tesi la medaglia di bronzo della scuola parigina.
Rientrata a New York nel 1871, la Putnam organizza l'Associazione per l'Avanzamento della Formazione Medica delle donne nel 1872, diventandone la presidente dal 1874. Le viene assegnato il ruolo di docente di Farmacologia e Terapia (materia medica) al nuovo Women's Medical College Infirmary for Women and Children. Nel 1873 sposa Abraham Jacobi, un rivoluzionario tedesco anch'egli dottore. Chiamato "il padre della pediatria americana", Abraham è inoltre determinante nel negoziare l'ammissione della moglie alla società medica di New York. Dalla loro unione nascono tre figli.
L'amore per i bambini spinge Mary Jacobi, in qualità di medico, ad aprire un reparto pediatrico al New York Infirmary nel 1886. Diventare membro della New York Academy of Medicine è fondamentale per avere garanzie di ottenere un impiego e il rispetto dei colleghi. L'ammissione della Jacobi nella New York Academy of Medicine, guadagnato con una maggioranza di un voto, la rende il primo membro femminile della società medica.
Nel 1906, prima di morire all'età di 63 anni, la Jacobi scrisse un resoconto dettagliato della sua malattia, "Descrizione dei primi sintomi di un tumore delle meningi con compressione del cervelletto. Causa della morte dell'autrice. Scritto da lei stessa" (Description of the Early Symptoms of the Meningeal Tumor Compressing the Cerebellum. From Which the Writer Died. Written by Herself). Molti medici di spicco, tra cui William Osler e Elizabeth Blackwell ed Emily Blackwell, le resero onore al suo funerale.

## Personalità e ideali
Mary Putnam Jacobi fu una delle figure più famose di quella stagione cosiddetta pionieristica che caratterizzò la medicina e il suo sviluppo durante la seconda metà dell'Ottocento e tutto il Novecento.
Fu, insieme a personaggi quali Elizabeth Blackwell e Maria Elizabeth Zakrzewska, un punto di riferimento fondamentale per le prime donne medico americane: dimostrò come la carriera scientifica non fosse riservata solo agli uomini.
Donna dai grandi ideali, valorizzò il movimento medico femminile, favorendo la lotta per l'affermazione dei diritti della donna.
E ancora annota:
L'impegno assiduo e la caparbietà della Jacobi le permise di ottenere una serie di vittorie nel campo della linea di autoaffermazione delle donne medico. Alla fine dell'Ottocento nessuno poteva ignorare il livello professionale raggiunto dalle donne in medicina. Molte di loro si inserirono nel mondo del lavoro sia come clinici che come docenti in ospedali. Anche qui la Jacobi fece da battistrada. Accettò nel 1882 un posto in facoltà nella New York Post-Graduate medical School e nel 1893 al Saint Mark Hospital. Nel 1881 un comitato guidato da lei e da Emily Blackwell raccolse 50.000 dollari che vennero offerti a Harvard alla condizione che cadesse il veto contro le donne. Il progetto non andò in porto ma dieci anni dopo la stessa richiesta fu raccolta dalla Johns Hopkins University, alla cui inaugurazione il direttore del dipartimento di Medicina Interna, William Osler, invitò ufficialmente per la prima volta le donne ad iscriversi.

Scrive la Jacobi: 
Nonostante l'impegno per la brillante carriera in medicina, ebbe anche la passione per la scrittura. Nell'arco della sua vita scrisse ben 120 articoli scientifici e 9 libri. Significativo è il saggio "La questione del riposo per le donne durante la mestruazione", che favorì la vincita di Mary Jacobi del Premio Boylston dell'Università di Harvard. In esso la Jacobi confutò con efficienza la presunta limitazione fisica e intellettiva della donna che non avrebbe dunque diritto a posti di responsabilità all'interno di cliniche ed ospedali. Il saggio fu scritto in risposta al Dr. Edward H. Clarke, professore ad Harvard, autore del saggio "Sex in Education"e teorico della supremazia maschile nella professione medica; Clarke poggiò le sue argomentazioni antifemminili su piani prettamente biologici. Il ciclo mestruale come fatto debilitante, secondo lui, in aggiunta alle disfunzioni che torturano la vita della donna, sarebbero il vero impedimento per le donne ad esercitare un lavoro impegnativo come quello del medico. Aggiunse poi che l'eccesso di studio produce nelle donne:
La risposta della Jacobi fu vivace, breve ma certamente efficace. Si tratta di un lavoro ben documentato anche da dati statistici che confutano il pregiudizio dei medici usato spesso per negare alle donne posti di responsabilità. Fornì tabelle, statistiche, e inoltre tracciati sfigmografici della frequenza del polso per illustrare la stabilità della salute della donna, la forza e l'agilità durante tutto il ciclo. Sia lo scritto che il suo esempio diedero una prova inconfutabile della correttezza della sua posizione..

## Il confronto con Elizabeth Blackwell
Entrambe importanti esponenti del movimento guidato dalle pioniere americane durante l'Ottocento, Mary Putnam Jacobi e Elizabeth Blackwell, pur affrontando con ostinazione e caparbietà lo stesso problema, sono però animate da aspirazioni e approcci diversi per vincere la loro battaglia.
La Blackwell sostiene una milizia quasi religiosa delle donne medico; bisogna conciliare scienza e moralità nell'esercizio della professione; ritiene che la donna sia superiore all'uomo nell'arte medica per il potere spirituale conferito dalla maternità. Le donne hanno in effetti una grande capacità nel curare soprattutto il genere femminile e i bambini; le specializzazioni più adatte per loro sarebbero dunque ostetricia, ginecologia e pediatria. La Blackwell vorrebbe poi tenere separata l'istruzione femminile da quella maschile e mantenere un certo distacco fra essi.
Mary Jacobi appoggia invece apertamente il primato della preparazione clinica. Le donne devono innanzitutto diventare medici capaci, pur senza rinunciare alle innate doti femminili. Portata a valorizzare la dimensione scientifica della medicina, i criteri clinici di approccio razionale e i risultati terapeutici, il suo ideale maggiore è quello che anche la medicina femminile possa espandersi "a tutto campo" senza fossilizzarsi in campi specifici da sempre legati al loro stesso genere. Quindi l'educazione mista a livello universitario deve non solo venire incoraggiata ma ritenuta indispensabile per uno scambio culturale più vivace.
Qualunque sia stata la loro presa di posizione su determinati aspetti della preparazione alla professione medica, Mary Putnam Jacobi e altre pioniere, con la chiusura nel 1899 del Women's Medical College della New York Infirmary, aprirono una breccia storica e la loro missione fu compiuta. Dal Novecento in poi la medicina americana non discriminò più le donne e non privilegiò più gli uomini.

## Opere
- De la graisse neutre et de les acides gras (Tesi a Parigi, 1871)
- The Question of Rest for Women during Menstruation
- Acute Fatty Degeneration of New Born (1878)
- The Value of Life (New York, 1879)
- Cold Pack and Anæmia (1880)
- The Prophylaxis of Insanity (1881)
- “Studi sull'Endometrite” nell'American Journal of Obstetrics (1885)
- Articoli sulla “Paralisi infantile” e sulla “Pseudo-Ipertofia Muscolare” nel Pepper's Archives of Medicine (1888)
- Hysteria, and other Essays (1888)
- Physiological Notes on Primary Education and the Study of Language (1889)
- “Common Sense” Applied to Woman Suffrage (1894)
- From Massachusetts to Turkey(1896)